# Felttoget på Ny Guinea
Felttoget på Ny Guinea (1942–1945) var et af de store felttog under 2. verdenskrig.
Inden 2. verdenskrig var Ny Guinea opdelt i:
- Territoriet Ny Guinea: Den nordøstlige del af øen Ny Guinea med omliggende øer blev styret af Australien under mandat fra Folkeforbundet.
- Territoriet Papua: Den sydøstlige del af øen Ny Guinea, som var en australsk koloni.
- Hollandsk Ny Guinea: Den vestlige del af øen (senere kaldet Papua).

Ny Guinea var strategisk vigtigt fordi det var et stort landområde lige nord for Australien. Dens store udstrækning gav plads til store hær-, luft- og flådebaser.
Kampene mellem Vestallierede og japanske styrker begyndte med det japanske angreb på Rabaul den 23. januar 1942. Rabaul blev den fremskudte base for de japanske felttog på selve Ny Guinea, herunder de afgørende kampe ved Kokoda Sporet mellem juli 1942 og januar 1943 samt slaget ved Buna-Gona. I nogle dele af Ny Guinea fortsatte kampene indtil krigen sluttede i august 1945.
General Douglas MacArthur, som var de allieredes øverstkommanderende i det sydvestlige Stillehav, havde kommandoen over de allierede styrker. MacArthur havde base i Melbourne, Brisbane og Manila. Den 8. japanske armé under general Hitoshi Imamura havde ansvaret for såvel felttoget på Ny Guinea som felttoget på Salomonøerne. Imamura havde base i Rabaul. Den 18. japanske armé under generalløjtnant Hatazō Adachi havde ansvaret for de japanske operationer på fastlandet af Ny Guinea.

## Store slag og felttog
- Operation R (1942)
- Bombardementet af Rabaul (1942)
- Kampen ud for Bougainville (1942)
- Operation SR (1942)
- Operation Mo (1942)
- Slaget i Koralhavet (1942)
- Kokoda sporet (1942)
- Slaget ved Milne Bay (1942)
- Slaget ved Buna-Gona (1942–1943)
- Slaget ved Wau (1943)
- Slaget i Bismarckhavet (1943)
- Operation Cartwheel (1943)
- Salamaua-Lae felttoget (1943)
  - Landgangen ved Nassau Bay
  - Første slag ved Mubo
  - Første slag ved Bobdubi
  - Slaget ved Lababia Ridge
  - Andet slag ved Bobdubi
  - Andet slag ved Mubo
  - Slaget ved Roosevelthøjderyggen
  - Slaget ved Mount Tambu
  - Operation Postern
    - Landgangen ved Lae
    - Landgangen ved Nadzab
- Bombardementet af Wewak
- Bombardementet af Rabaul (1943)
- Felttoget ved Finisterre Range (1943–1944: Herunder en række kampe kaldet slaget ved Shaggy Ridge)
  - Felttoget i Ramudalen
  - Slaget ved Johns' Knoll-Trevor's Ridge
  - Slaget ved The Pimple
  - Slaget ved Cam's Saddle
  - Operation Cutthroat
    - Slaget ved Faria Ridge
    - Slaget ved Prothero I og II
    - Slaget ved McCaughey's Knoll
    - Slaget ved Kankiryo Saddle
- Huon Peninsula campaign (1943–1944)
  - Slaget ved Scarlet Beach
  - Slaget ved Finschhafen
  - Slaget ved Sattelberg
  - Slaget ved Jivevaneng
  - Slaget ved Wareo
  - Slaget ved Sio
  - Landgangen ved Saidor
- Felttoget på Bougainville (1943–1945)
- Felttoget på New Britain (1943–1945)
- Felttoget på Admiralitetsøerne (1944)
- Felttoget på det vestlige Ny Guinea (1944–1945)
  - Operationerne Reckless og Persecution
    - Landgangen ved Aitape
    - Landgangen ved Hollandia

  - Slaget ved Wakde
  - Slaget ved Lone Tree Hill (1944)
  - Slaget ved Morotai
  - Slaget ved Biak
  - Slaget ved Noemfoor
  - Slaget ved Driniumor River
  - Slaget ved Sansapor
  - Aitape-Wewak felttoget

## Yderligere litteratur
- Dexter, David (1961). Volume VI – The New Guinea Offensives. Australia in the War of 1939–1945. Canberra: Australian War Memorial. Arkiveret fra originalen 11. oktober 2008. Hentet 2006-12-16.
- Drea, Edward J. (1998). In the Service of the Emperor:  Essays on the Imperial Japanese Army. Nebraska: University of Nebraska Press. ISBN 0-8032-1708-0.
- Gailey, Harry A. (2004). MacArthur's Victory:  The War In New Guinea 1943-1944. New York: Random House. ISBN.
- Leary, William M. (2004). We Shall Return!: MacArthur's Commanders and the Defeat of Japan, 1942-1945. University Press of Kentucky. ISBN 081319105X.
- McCarthy, Dudley (1959). Volume V – South–West Pacific Area – First Year: Kokoda to Wau. Australia in the War of 1939–1945. Canberra: Australian War Memorial. Arkiveret fra originalen 27. august 2006. Hentet 2006-12-16.
- Taafe, Stephen R. (2006). MacArthur's Jungle War: The 1944 New Guinea Campaign. Lawrence, Kansas, U.S.A.: University Press Of Kansas. ISBN 0700608702.
- Zaloga, Steven J. Japanese Tanks 1939-45. Osprey, 2007. ISBN 978-1-84603-091-8.
- Hungerford, T.A.G. (1952). The Ridge and the River. Sydney: Angus & Roberston. Republished by Penguin, 1992; ISBN 0-14-300174-4.

## Yderligere læsning
- Nelson, Hank. "Report on Historical Sources on Australia and Japan at war in Papua and New Guinea, 1942-45". Arkiveret fra originalen 4. februar 2012. Hentet 2006-12-13.
- The Campaigns of MacArthur in the Pacific, Volume I. Reports of General MacArthur. United States Army Center of Military History. Arkiveret fra originalen 12. februar 2009. Hentet 2006-12-08.
- "Japanese Operations in the Southwest Pacific Area, Volume II - Part I". Reports of General MacArthur. United States Army Center of Military History. Arkiveret fra originalen 8. februar 2009. Hentet 2006-12-08. Oversættelse af den oprindelige tekst fra det japanske demobiliserings bureau, som viser den kejserlige japanske hær og flådes deltagelse i det sydvestlige stillhav under Stillehavskrigen.
- Anderson, Charles R. Papua. World War II Campaign Brochures. Washington D.C.: United States Army Center of Military History. CMH Pub 72-7. Arkiveret fra originalen 16. februar 2009. Hentet 15. februar 2012.
- Drea, Edward J. Papua. World War II Campaign Brochures. Washington D.C.: United States Army Center of Military History. CMH Pub 72-9. Arkiveret fra originalen 21. december 2011. Hentet 15. februar 2012.

## Eksterne kilder
- National Archive Video om Hollandia Bay, New Guinea Invasion Arkiveret 25. februar 2009 hos  Wayback Machine